# Mohammad Ali Falahatinejad
Mohammad Ali Falahatinejad (in persiano محمدعلی فلاحتی‌نژاد‎; Teheran, 15 luglio 1976 – Teheran, 14 agosto 2017) è stato un sollevatore iraniano campione mondiale che ha gareggiato nella categoria dei pesi medi (fino a 77 kg.).

## Biografia
Tra gli anni 2002 e 2003 Falahatinejad conseguì tutti i maggiori risultati della sua carriera di sollevatore.
Nel 2002 vinse la medaglia di bronzo ai Giochi Asiatici di Busan con 350 kg. nel totale, dietro al kazako Sergej Filimonov (375 kg.) ed al connazionale Mohammad Hossein Barkhah (362,5 kg.).
L'anno successivo ottenne la medaglia d'argento ai Campionati asiatici di Qinhuangdao con 362,5 kg. nel totale, battuto dal cinese Li Hongli (365 kg.). Due mesi dopo Falahatinejad conquistò la medaglia d'oro ai Campionati mondiali di Vancouver con 357,5 kg. nel totale, battendo il turco Reyhan Arabacıoğlu (355 kg.) e Li Hongli (352,5 kg.).
Morì a 41 anni il 14 agosto 2017 a causa di una insufficienza renale.